# Josef Kaufhold (Architekt)
Josef Ignatz Kaufhold (* 6. November 1869 in Düsseldorf; † nach 1940) war ein deutscher Architekt.

## Leben

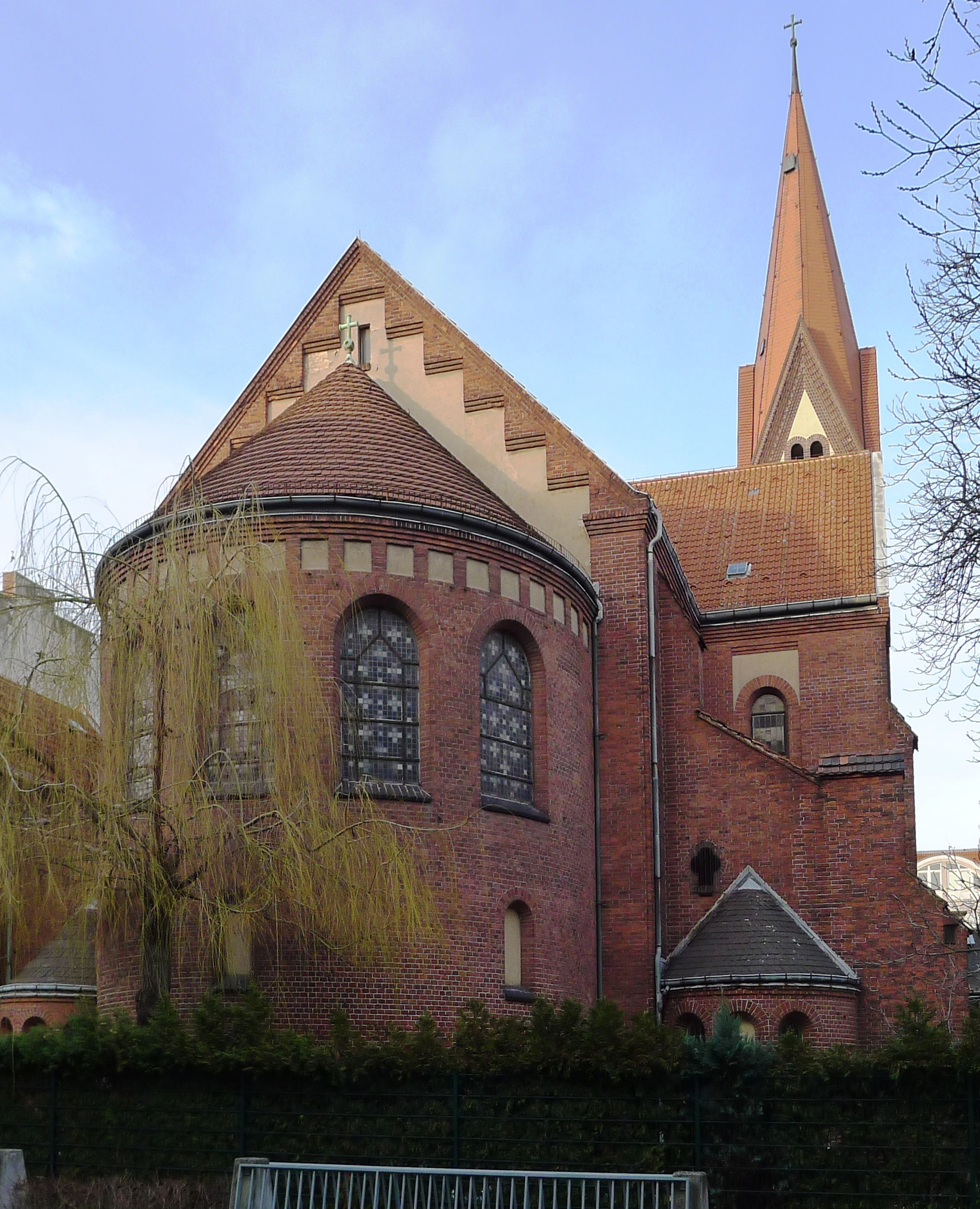
Apsis der Kirche St. Eduard in Berlin-Neukölln

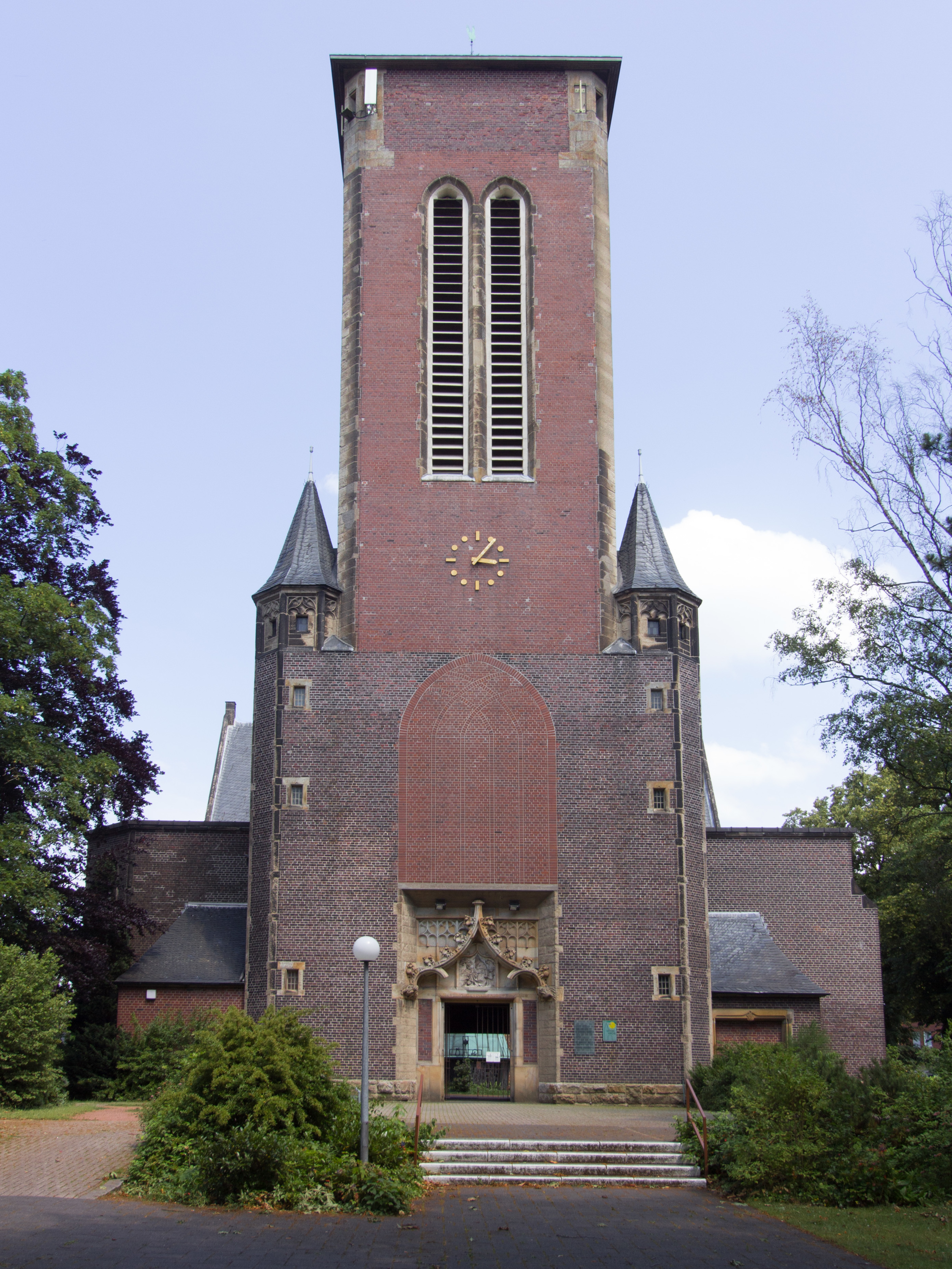
Kirche St. Antonius in Dorsten-Holsterhausen

Josef Kaufhold wurde am 6. November 1869 in Düsseldorf geboren. Er war der älteste der drei Söhne von Josef Kaufhold und dessen Ehefrau Friederike, geborene Rademacher. Über die Jugendjahre und den Ausbildungsweg Kaufholds ist bisher nichts bekannt. Bis 1941 war er mit der Wohnadresse Kronprinzenstraße 27 in Düsseldorf als Architekt gemeldet.
Josef Kaufhold arbeitete zeitweise mit seinem zwei Jahre jüngeren Bruder August Kaufhold (1871–1941) zusammen, der ebenfalls Architekt war und sich in Berlin niedergelassen hatte. So entwarfen die Brüder gemeinsam die Pläne für die Kirche St. Eduard in Berlin-Neukölln.
Todesdatum und -ort Josef Kaufholds sind nicht bekannt.

## Bauten
- 1906–1907: römisch-katholische Kirche St. Eduard in Rixdorf (Berlin-Neukölln)
- 1912–1913: römisch-katholische Kirche St. Antonius in Dorsten-Holsterhausen
(im Stil der neugotischen Backsteinbauweise; nach früh eingetretenen Bauschäden Mitte der 1950er Jahre teilweiser Neubau nach Plänen von Otto Bongartz; unter Denkmalschutz)[4][5]